# Liga Nacional de Nueva Zelanda 1986
La Liga Nacional de Nueva Zelanda 1986 fue la decimoséptima edición de la antigua primera división del país. Fue además el último campeonato en el que participaron 12 equipos, ya que el cupo se incrementaría a 14 en la siguiente temporada.
University-Mount Wellington se llevó el título y el derecho a disputar el Campeonato de Clubes de Oceanía 1987. Auckland University fue relegado de la liga por problemas con la Asociación de Fútbol de Nueva Zelanda.

## Ascensos y descensos
| Pos | de la Liga Nacional |
| --- | ------------------- |
| 12º | Napier City Rovers  |

| Pos | de la Promoción |
| --- | --------------- |
| 1º  | Manawatu        |

## Equipos participantes
| Equipo                      | Ciudad           | Liga            |
| --------------------------- | ---------------- | --------------- |
| University-Mount Wellington | Auckland         | Northern League |
| Papatoetoe AFC              | Auckland         | Northern League |
| Auckland University         | Auckland         | Northern League |
| Manurewa AFC                | Auckland         | Northern League |
| North Shore United          | Auckland         | Northern League |
| Miramar Rangers             | Wellington       | Central League  |
| Gisborne City               | Gisborne         | Central League  |
| Wellington United           | Wellington       | Central League  |
| Manawatu                    | Palmerston Norte | Central League  |
| Christchurch United         | Christchurch     | Southern League |
| Dunedin City                | Dunedin          | Southern League |
| Nelson United               | Nelson           | Southern League |

## Clasificación
| Pos | Equipo                      | PJ | G  | E | P  | GF | GC | Dif | Pts |
| --- | --------------------------- | -- | -- | - | -- | -- | -- | --- | --- |
| 1   | University-Mount Wellington | 22 | 12 | 8 | 2  | 42 | 22 | 20  | 44  |
| 2   | Miramar Rangers             | 22 | 12 | 7 | 3  | 45 | 27 | 18  | 43  |
| 3   | Wellington United           | 22 | 11 | 6 | 5  | 46 | 29 | 17  | 39  |
| 4   | Christchurch United         | 22 | 11 | 6 | 5  | 38 | 22 | 16  | 39  |
| 5   | Gisborne City               | 22 | 11 | 5 | 6  | 46 | 35 | 11  | 38  |
| 6   | Papatoetoe AFC              | 22 | 6  | 8 | 8  | 35 | 34 | 1   | 26  |
| 7   | North Shore United          | 22 | 6  | 7 | 9  | 38 | 51 | -13 | 25  |
| 8   | Dunedin City                | 22 | 6  | 5 | 11 | 38 | 40 | -2  | 23  |
| 9   | Auckland University         | 22 | 5  | 7 | 10 | 30 | 50 | -29 | 22  |
| 10  | Nelson United               | 22 | 5  | 6 | 11 | 18 | 43 | -25 | 21  |
| 11  | Manawatu                    | 22 | 5  | 5 | 12 | 30 | 46 | -16 | 20  |
| 12  | Manurewa AFC                | 22 | 5  | 4 | 13 | 27 | 42 | -15 | 19  |

J: partidos jugados; G: partidos ganados; E: partidos empatados; P: partidos perdidos; GF: goles a favor;
 GC: goles en contra; DG: diferencia de goles; Pts: puntos
|  | Clasificación al Campeonato de Clubes de Oceanía 1987        |
|  | Clasificado para la Copa de Ganadores de Copa de la OFC 1987 |
|  | Desafiliación para la próxima temporada                      |

| Bandera de Nueva Zelanda                      |
| Campeón University-Mount Wellington 6º título |